# Bacino di Consag
Il bacino di Consag è una depressione sottomarina situata sul fondale marino della regione settentrionale del Golfo di California, nell'Oceano Pacifico, al largo della costa dello stato messicano di Sonora. Il bacino è un'area di subsidenza venutasi a creare a causa della forza esercitata da un punto di espansione associato alla dorsale del Pacifico orientale.
Il bacino di Consag si trova a sud del bacino di Wagner, un'altra depressione del Golfo di California, con cui è strettamente connesso. Le due formazioni sono infatti collegate dalla faglia di Wagner, una faglia con spostamento verticale che si estende verso nord-ovest, sul lato orientale, e dalla faglia di Consag, un'altra faglia a spostamento verticale, sul lato occidentale. Il terreno compreso tra i due bacini si sta inoltre abbassando.
Il bacino, che deve il suo nome alla Roca Consag, una formazione rocciosa nelle vicinanze, è poi connesso con il bacino di Delfin, a sud, per mezzo di una zona di deformazione sulla cui natura non sono state fatte ancora sufficienti ricerche anche se alcuni studi suggeriscono che possa trattarsi di una faglia trasforme associata alla zona di rift del Golfo di California, ossia dell'estensione settentrionale della dorsale del Pacifico orientale.